# Foshan (stacja kolejowa)
Foshan (chiń. 佛山站; pinyin Fóshān Zhàn) – stacja kolejowa w Foshan, w prowincji Guangdong, w Chinach. Znajdują się tu 2 perony.